# Trébol (naipe)
El trébol (♣) es uno de los cuatro palos del juego de naipes de la baraja francesa. El patrón de la baraja «internacional» utiliza el sistema de naipes franceses. En la cartomancia, típicamente este se asocia con la guerra. El trébol se utiliza en algunos países como signo de suerte, este origen fue creado en los Países Bajos y también todo lo que refiriese a esta cuestión de la mala o la buena suerte.    
En el bridge, este se califica como el último de los cuatro naipes, debajo de los diamantes. En algunos juegos de cartas de origen alemán como el Skat o el Sheepshead, la calificación de naipes es la siguiente: 
1. Tréboles
2. Pica
3. Corazón
4. Diamante

El símbolo fue el primero utilizado en el juego de cartas francés, fabricado en Rouen y Lyon en el siglo XV, alrededor del tiempo que el juego de cartas fue creado-producido por el uso de la xilografía.

## Analogías en otros naipes

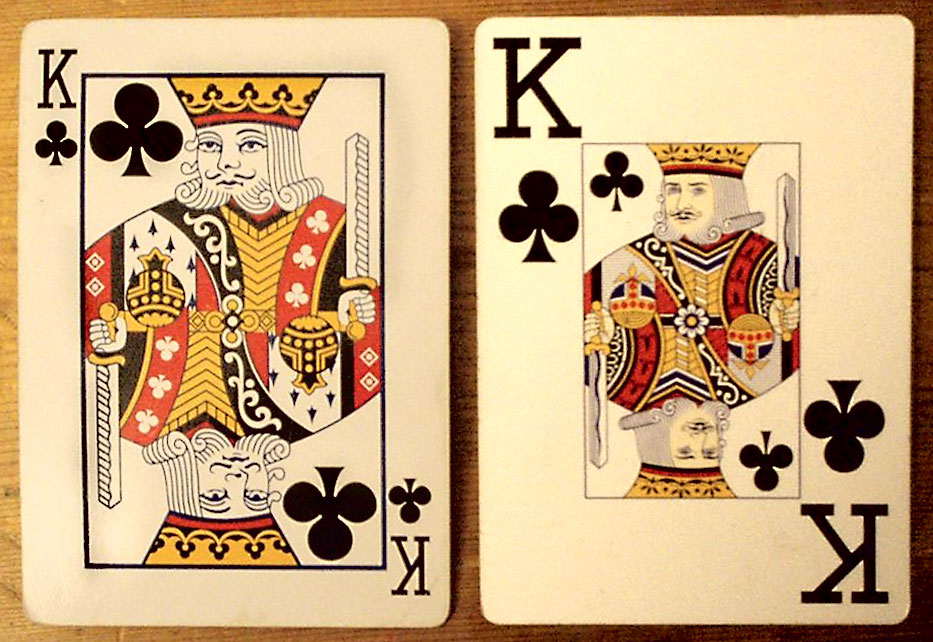
Rey de trébol en una baraja de naipes

- Naipes alemanes: bellotas (alemán: Eichel)
- Naipes alemanes de Suiza: bellotas (alemán: Eichel)
- Naipes ítalo-españoles (latinos): bastos, tréboles o batutas (italiano: Bastoni)
- Naipes tarot: Las cartas tarot pueden tener naipes ítalo-españoles o franceses. En el oculto tarot, el trébol o la batuta del naipe italiano tarot se denomina «varas».

## Traducción en otros idiomas
- Alemán: Kreuz - cruces
- Búlgaro: Спатия (Spatia) o Трефа (Trefa) (transcripción del francés)
- Catalán: Trèvol - tréboles
- Checo: Kříže
- Euskera: Hirusta
- Finés: Ristit - cruces
- Francés: trèfle - trébol blanco
- Gallego: Trevo - trevos
- Griego: Σπαθιά (Spathia) - espadas
- Hebreo: תילתן ("Tiltan") - trébol
- Húngaro: treff
- Indonesio: Keriting - rizo o Cengkir - tréboles
- Inglés: Clubs - mazos y en algunas traducciones Clover, trébol
- Islandés: Lauf - hojas
- Italiano: Fiori - flores
- Lituano: Kryžiai - cruces
- Macedonio: Детелина (Detelina) - trébol
- Navajo: Báasdos' (transcripción del español bastos)
- Neerlandés: Klaveren - tréboles
- Noruego: Kløver - tréboles
- Persa: خشت - tréboles
- Polaco: trefl (transcripción del francés) o żołądź - bellota (transcripción del francés)
- Portugués: Paus - palos, tréboles
- Rumano: Treflă - trébol
- Ruso: Трефы (Trefy) (transcripción del francés) o Крести (Kresti) (del ruso: кресты - cruces)
- Sueco: Klöver - tréboles
- Turco: Sinek - moscas
- Vietnamita - Tép/Nhép

## Códigos de símbolo
- Unicode — U+2663 y U+2667

♣ ♧
- HTML — &#9827; (o &clubs;) y &#9831;

♣ ♧
- Datos: Q1788166
- Multimedia: Clubs (playing cards) / Q1788166